# Балзакова кућа
Балзакова кућа је кућа-музеј писца у бившој резиденцији француског романописца Онореа де Балзака (1799–1850). Налази се у 16. арондисману и отворен је сваког дана осим понедељка и празника; улаз у кућу је бесплатан, али се наплаћује накнада за њене привремене изложбе. 

## Историја
Од 1971. године у приземљу куће налази се библиотека ауторових рукописа, оригиналних и каснијих издања, илустрација, књига са коментарима и потписима Балзака, књига посвећених Балзаку и других књига и часописа из тог периода.
2012. године Балзакова кућа је реновирана у складу са актуелним стандардима и сада има модернији изглед.
Кућа је такође значајна по шупљинама испод које су идентификоване крхотине грнчарије као некадашње настамбе троглодита из времена касног средњег века.  Ова ископавања, међутим, нису отворена за јавност.
Балзакова кућа је један од 14 музеја града Париза који су од 1. јануара 2013. основани у јавној установи Париски музеји.